# Fruitafossor
Fruitafossor is een geslacht van uitgestorven kleine zoogdieren ter grootte van een eekhoorn dat ongeveer 150 miljoen jaar in het Jura-tijdperk leefde. De enige bekende soort is F. windscheffeli. Eind maart 2005 werd dit nieuwe type zoogdier uit het Mesozoïcum van Noord-Amerika beschreven. Door de grote voorpoten kreeg Fruitafossor de bijnaam 'Popeye'. 

## Beschrijving
Fruitafossor is in 1998 gevonden in de beroemde Morrison-formatie van Colorado. Het is het best bekende zoogdier uit het Jura, aangezien ongeveer 40% van het skelet (o.a. schedel, voorpoten, wervels) is teruggevonden. Meestal worden alleen tanden gevonden van Jurassische zoogdieren. Het bijzondere aan Fruitafossor was dat zowel de tanden als de voorpoten lijken op die van hedendaagse gordeldieren en aardvarkens. Zo zijn de tanden van Fruitafossor hol en niet bedekt met een laagje hard email. Met zijn voorpootjes groef het dier waarschijnlijk termietenheuvels af. Fruitafossor is overigens niet verwant aan de gordeldieren of aardvarkens, maar er is sprake van convergente evolutie: niet-verwante diersoorten ontwikkelen een vergelijkbaar uiterlijk doordat ze een vergelijkbare leefwijze hebben. In feite is Fruitafossor nog een erg primitief zoogdiertje, dat tussen de Monotremata en de Multituberculata in staat. Fruitafossor was ongeveer 15 cm lang en 30 gram zwaar. Het was een graver en zijn sterke voorpoten stelden Fruitafossor niet alleen in staat te graven naar insecten, maar dit diertje kon ook holen graven om zich te verstoppen voor dinosauriërs als Stegosaurus of Allosaurus die gelijktijdig leefden.

## Zoogdierevolutie
De recente vondsten van dieren als Fruitafossor en Repenomamus geven een steeds beter beeld van de zoogdieren uit het Mesozoïcum. Zoogdieren blijken zich al vroeg te hebben ontwikkeld in allerlei verschillende vormen en het waren dus lang niet allemaal kleine, bodembewonende insecteneters.